# DJ Promotion
DJ Promotion – polska organizacja zajmująca się edukacją i promowaniem muzyki w miejscach publicznych poprzez serwisowanie muzyki profesjonalnym didżejom. Właścicielem i szefem firmy jest Piotr Gryglewicz.

## Historia
Początki organizacji sięgają 1990 roku, kiedy w Warszawie powstała firma fonograficzna "Lion Records" zajmująca się również sprzedażą siedmiocalowych płyt dla DJ-ów. Jej założycielem był ówczesny szef - Piotr Gryglewicz.
W 1996 roku "Lion Records" zmieniło nazwę na „DJ Promotion”, rezygnując tym samym z rynkowej działalności fonograficznej na rzecz działalności dla DJ-ów czyli sprowadzania singli CD i winylowych. Otworzono stacjonarny sklep z płytami winylowymi pod nazwą "12 Cali", z siedzibą w Warszawie, najpierw przy Rondo Jady Polskiej, potem Koszykowa 49a. Sklep zakończył działalność ok. 2005 roku, a DJ Promotion kontynuowało działalność promocyjno-edukacyjną.
W tym samym roku rozpoczęto wydawanie płyt CD promo „CD Pool”, wydawanych do dziś oraz zorganizowano pierwsze szkolenie dla dj-ów. Przez około trzy lata DJ Promotion było polskim reprezentantem „Disco Mix Clubu” (DMC) i organizowało Mistrzostwa Polski DJ-ów. Dwa razy reprezentanci Polski uczestniczyli w Mistrzostwach Świata pod patronatem DJ Promotion i DMC Poland.
Od 1996 roku DJ Promotion prowadzi także kursy szkoleniowe dla DJ-ów kształcąc nowe kadry didżejów, prezenterów muzycznych i wodzirejów.
21 czerwca 2010 roku organizacja jako pierwsza w Polsce uruchomiła legalną platformę cyfrową Digital Promo Pool, gdzie każdy zrzeszony DJ może zaopatrzyć się w nagrania, które może odtwarzać publicznie. Od 2019 roku serwis zmienił nazwę na bardziej czytelną tj. Digital DJ Kontynuowana jest seria wydawnicza promocyjnych płyt CD o nazwie "CD Pool" (od 1996 roku). Obecnie są one sformatowane w postaci serii wydawniczych: CD Pool House (muzyka House), CD Pool Pop/Dance (dance, pop, rock i inne), CD Pool Polska Pop Rock (wszystkie oprócz disco polo), CD Pool Polska Disco Dance (premiery disco polo), CD Pool Big Room (energetyczna muzyka EDM) i CD Pool Black (hip hop, soul, funky i itp).
DJ Promotion rozpoczyna wydawanie, pierwotnie w postaci drukowanej, miesięcznik "DJ Raport", który od września 2015 roku pojawia się w formie bloga (nr rej. PR17261). Jego ideą jest dostarczanie informacji branżowych wszystkim didżejom w Polsce, ale też informowanie miłośników szeroko rozumianej muzyki Dance (w tym Disco Polo) o najciekawszych premierach i wydarzeniach muzycznych.
W ramach DJ Promotion działa label "12 Cali Records", którego zadaniem jest pomaganie i wydawanie muzyki początkujących artystów muzyki klubowej. Obecnie label nie działa, bo zmieniono formę pomocy zdolnym producentom. Na dedykowanej stronie serwisu cyfrowego WYŚLIJ PROMO można przesłać (bezpłatnie) swoje demo wgrywając mp3.

## Notowania
DJ Promotion na swojej oficjalnej stronie rozszerzył dostępność oficjalnych polskich list przebojów. Od 2010 notowanie Top 50 Total Chart publikowane jest także na oficjalnej stronie ZPAV. Klub Płytowy publikuje na swojej stronie notowania:
- Top 50 Total Chart – 50 najczęściej granych utworów przez DJ-ów zrzeszonych w DJ Promotion w ostatnim tygodniu;
- Top 50 Trend Chart – 50 najwyżej notowanych nowości w ostatnim tygodniu;
- Top 50 Airplay Dance Chart – 50 najczęściej granych utworów w stacjach radiowych grających muzykę pop/dance; na podstawie własnego monitoringu radiowego
- Top 50 Digital Dance Chart –  50 najczęściej ściąganych utworów przez DJ-ów w serwisie Digital DJ;